# Ayatey Shabazz
Ayatey Shabazz (Biloxi) is een Amerikaans hedendaags componist, muziekpedagoog en dirigent.

## Levensloop
Shabazz studeerde aan de Universiteit van Southern Mississippi in Hattiesburg onder andere compositie bij Albert Gower, die hem ook het advies gaaf componist te worden. Tegenwoordig is hij als arrangeur en componist voor verschillende High Schools en colleges werkzaam, maar hij schrijft ook voor drum corpsen, jazz ensembles en film- of televisieprojecten. Hij doceert ook aan verschillende High Schools.
Eveneens is hij bezig met de organisatie en uitvoering van cursussen en clinics, maar ook concert festivals en concoursen. Shabazz is lid van de American Society of Composers Authors and Publishers (ASCAP), The Recording Academy, de National Federation of High Schools, de National Music Educators Conference, de Mississippi Bandmasters Association en de Texas Music Educators Association.

## Composities

### Werken voor harmonieorkest
- 2005 Of Honor and Valor Eternal
- 2005 On Freedom's Wings
- 2006 A Joyful Praise
- 2006 A Quiet Journey Home
- 2006 From the Eye of the Storm
- 2006 In Pursuit of Troy
- 2007 Adventures
- 2007 The Battle Cry of Freedom
- 2007 Christmas Fantasia
- 2007 Christmas on the town
- 2007 In His Grace
- 2007 My Country/Swanee
- 2007 Shenandoah
- 2007 The March Home
- A Winter Holiday Festival

### Werken voor jazz-ensembles
- 2005 Down At Duke's Place

### Filmmuziek
- 2005 Akeelah and The Bee